# Werner Kühl (Maueropfer)

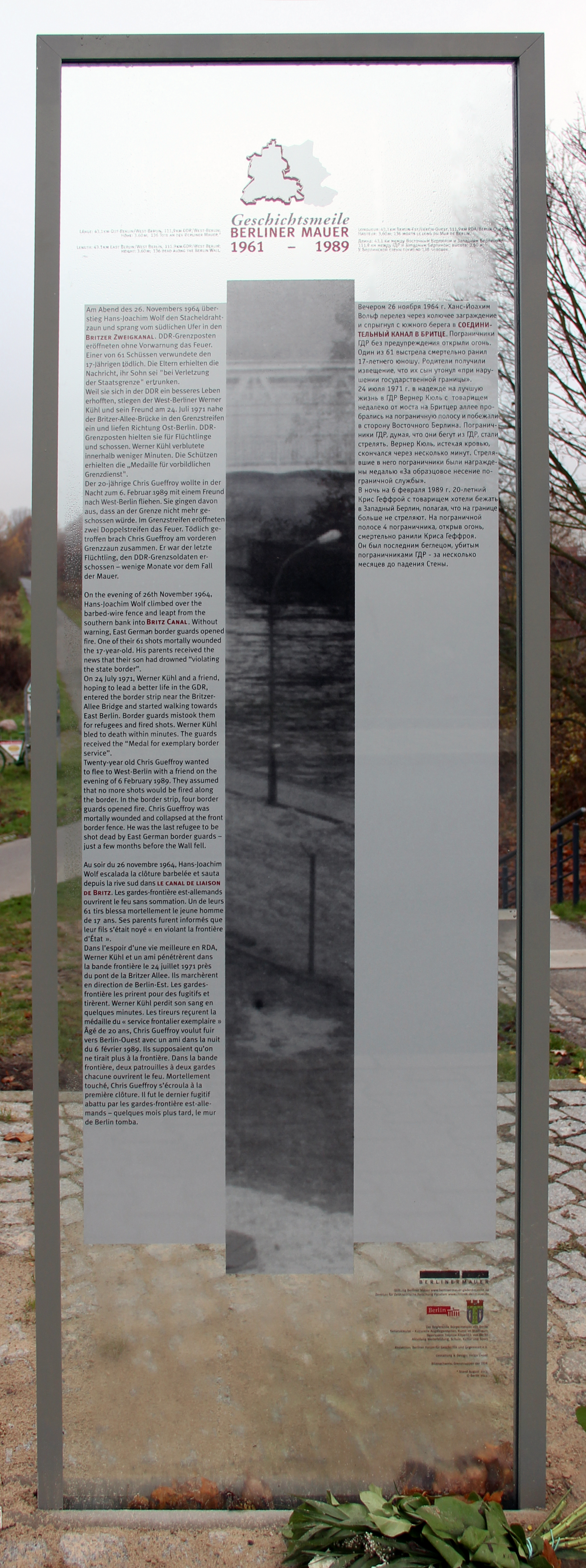
Gedenktafel, Chris-Gueffroy-Allee 20, in Berlin-Baumschulenweg

Werner Kühl (* 10. Januar 1949 in Berlin; † 24. Juli 1971 ebenda) war ein Todesopfer an der Berliner Mauer. Der Mauerspringer kletterte mit einem Freund am Britzer Zweigkanal über die Grenzsicherungsanlagen, um sich in der DDR niederzulassen. Dabei hielten Angehörige der Grenztruppen der DDR die beiden für Flüchtlinge und nahmen sie unter Beschuss.

## Leben
Werner Kühl wuchs in West-Berlin auf. Nach der Schule arbeitete er als Gartenarbeiter, war allerdings immer wieder arbeitslos. Zeitweise hatte er keinen festen Wohnsitz. Er wurde mehrfach straffällig. 1968 lernte er seinen späteren Begleiter Bernd Langer kennen. Im Juli 1971 arbeiteten sie zusammen im Transportgewerbe und lebten in einer Pension. Sie redeten über eine Übersiedlung in die DDR. Am 24. Juli 1971 beschlossen sie, die Grenze zu überqueren, fuhren mit ihrem Gepäck nach Neukölln und wanderten zum Britzer Zweigkanal. Dort angekommen, schwammen sie zum anderen Ufer und warteten unmittelbar am Streckmetallzaun, bis die Dunkelheit einbrach.
Gegen 22 Uhr kletterten sie über den Zaun und liefen Richtung Hinterland. Ein Schrebergärtner entdeckte die beiden schon, als sie eine Decke über den Streckmetallzaun warfen – um sich vor den scharfen Kanten zu schützen –, und alarmierte Grenzsoldaten an einem nahen Wachturm. Die Grenzsoldaten hielten die beiden Mauerspringer für Flüchtlinge aus der DDR und eröffneten das Feuer. Werner Kühl schaffte es, den Grenzstreifen zu durchqueren, erreichte auf der anderen Seite ein verschlossenes Tor und entschloss sich zur Umkehr. Dabei wurde er von einer Kugel an der Schulter getroffen, die auch die Lunge und zwei Schlagadern durchdrang. Er starb vor Ort. Bernd Langer erlitt Schussverletzungen an Schulter, Oberschenkel und am Arm.
Von West-Berliner Seite beobachteten Polizisten und Bürger, wie die Grenzer die Leiche von Kühl und den verletzten Langer abtransportierten. Auch sie nahmen an, dass es sich um DDR-Flüchtlinge gehandelt habe. Entsprechende Medienberichte auf westlicher Seite sprachen daher auch von einem missglückten Fluchtversuch. Ein außerhalb seiner Dienstzeit in Zivil anwesender Oberstleutnant der Grenztruppen wurde als dritter Flüchtling ausgemacht. Die Berichte der West-Presse wurden von der DDR-Presseagentur ADN zurückgewiesen, die von Grenzprovokationen durch zwei West-Berliner berichtete. Der Tod von Kühl wurde verheimlicht und Anfragen aus dem Westen nicht beantwortet. Die West-Berliner Polizei zog ihre These vom gescheiterten Fluchtversuch zurück und lancierte die Legende, dass Kühl und Langer ihre Freundinnen aus der DDR hätten holen wollen. Bernd Langer wurde am 30. August 1971 aus der Untersuchungshaft entlassen und vom Ost-Berliner Rechtsanwalt Wolfgang Vogel zusammen mit der Urne von Werner Kühl nach West-Berlin gebracht. Bernd Langer stellte klar, dass sie keine Freundinnen in der DDR hatten.
Kurz nach dem Vorfall bekamen die beiden Grenzsoldaten die Medaille für vorbildlichen Grenzdienst verliehen. Nach der Wende musste sich der noch lebende Todesschütze 2000 in einem Mauerschützenprozess verantworten und wurde wegen mittäterschaftlich begangenen Totschlags zu einer Freiheitsstrafe von 14 Monaten auf Bewährung verurteilt.